# Йон Георг Дал
Йон Георг Дале (норв. Jon Georg Dale) — норвезький політик, член Партії прогресу, міністр сільського господарства і продовольства Норвегії.
Він працював членом муніципальної ради Волди з 2003 по 2013 роки та окружної ради Мере-ог-Ромсдал з 2009 по 2011 роки (раніше був заступником). Він був обраний депутатським представником у Парламент Норвегії від округу Мере-ог-Ромсдал в період 2009—2013 та 2013—2017 років. Всього він займався парламентською роботою протягом 280 днів сесії, до 2013 року, коли він був призначений державним секретарем у Міністерство транспорту та зв'язку Кабміну Сольберги.
Поза політикою він працював у м'ясній та рибній промисловості в компанії Нортура — до 2010 року, після чого Йон Георг Дал був найнятий у якості політичного радника Парламентського комітету партії «Прогрес».